# Guillermo Hernández Robaina
Guillermo Hernández Robaina (Las Palmas de Gran Canaria, España, 10 de diciembre de 1945) es un exfutbolista español que se desempeñaba como defensa.

## Clubes
| Club             | País   | Año       |
| ---------------- | ------ | --------- |
| U. D. Las Palmas | España | 1969-1981 |